# Teoderik III.
Teoderik III. (francosko Thierry) je bil kralj Nevstrije, vključno z Burgundijo, prvič leta 673 in drugič leta 679–691, in kralj Avstrazije od leta 679 do svoje smrti. Po letu 679 je bil torej kralj vseh Frankov,  * 654, † 691.
Bil je sin Klodvika II. in Baltilde. Zgodovinski viri ga opisujejo kot brezdelnega marionetnega kralja - roi fainéant  dvornega majordoma Ebroina, ki ga je imenoval za kralja brez soglasja plemstva. V Nevstriji je leta 673 nasledil  svojega brata Klotarja III., vendar ga je Hilderik II. Avstrazijski kmalu odstavil. Po Klotarjevi  smrti leta 675 je ponovno zasedel nevstrijski prestol. Po smrti Dagoberta II. leta 679 je dobil tudi Avstrazijo in postal kralj vseh frankovskih kraljestev. 
Teoderik III. in nevstrijski majordom  Varaton sta leta 681 sklenila mir z avstrazijskim majordomom Pipinom Heristalskim. Po Varatonovi smrti leta 686 je njegov naslednik Berhar začel vojno z Avstrazijo. Pipin je leta 687 v bitki pri Tertryju premagal njegovo in Teoderikovo vojsko in utrl pot avstrazijski dominaciji v frankovski državi.

## Družina
Prvič  je bil poročen s Klotildo, hčerko vojvode Ansegisela in Bege Landenske, s katero je imel sinova
- Klodvika IV., kralja (682–695) in
- Hildeberta III., kralja (683–711).

Drugič se je pred letom 674  poročil  s (sveto) Amalbergo, hčerko Vandregizisa in Farahilde. Z njo je morda imel hčerko
- Klotlindo, rojeno okoli leta 670, poročeno s hesbayskim grofom Lambertom II.. V zakonu se jima je rodil nevstrijski vojvoda Robert I.,

in morda 
- Klodvika  III., kralj Avstrazije (675–676)
- Klotarja IV., kralj Avstrazije  (717–719)
- Bertrado Prümsko (676–740)